# Parafia św. Barbary w Karminie
Parafia Świętej Barbary w Karminie – parafia rzymskokatolicka, znajdująca się w diecezji kaliskiej, w dekanacie Dobrzyca. 